# Nhà thờ các thánh tông đồ Peter và Paul tại Chojnów

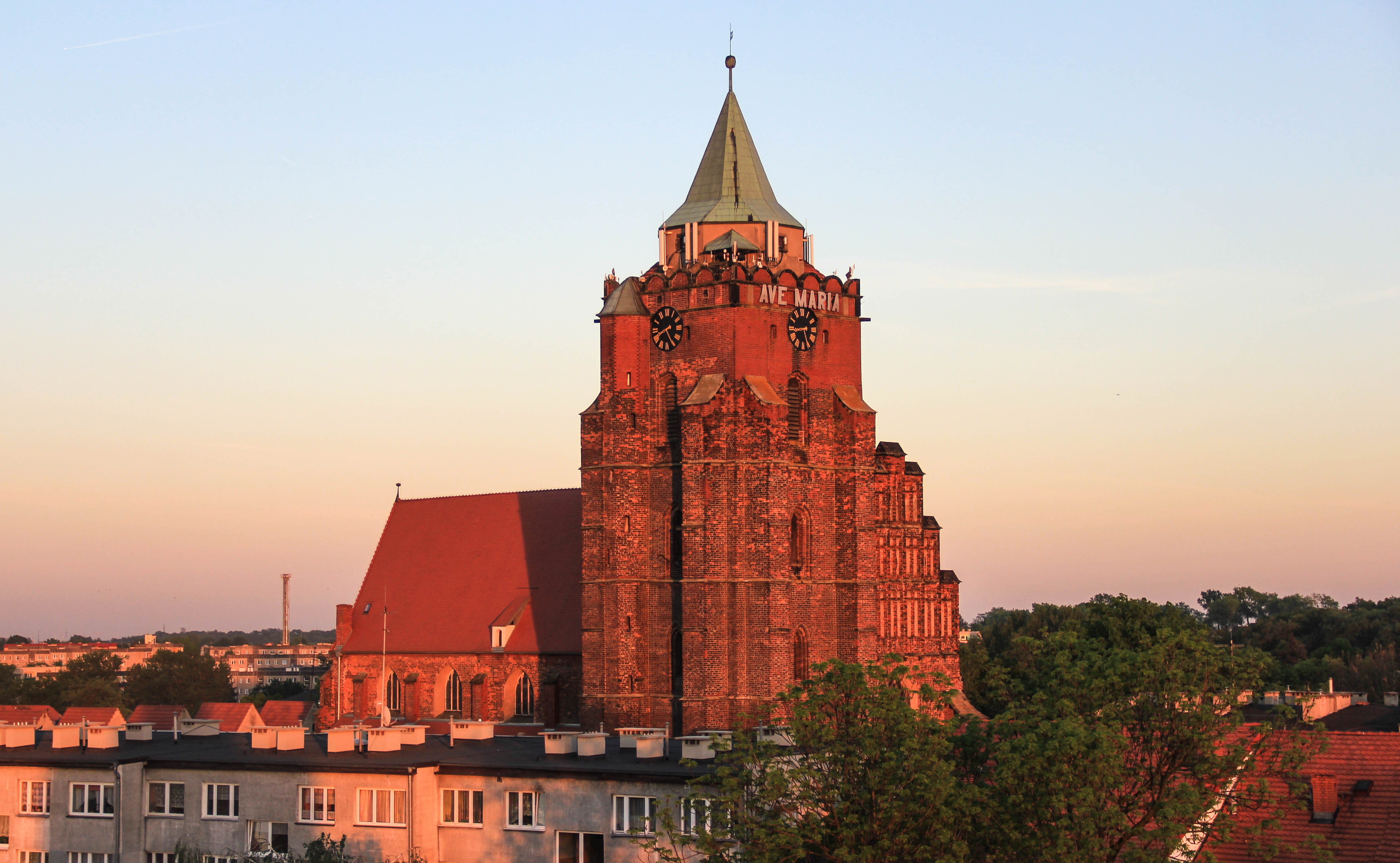
Quang cảnh nhà thờ từ Tháp Thợ Dệt (Tkaczy)

Nhà thờ các thánh tông đồ Peter và Paul tại Chojnów (tiếng Ba Lan: Kościół Świętych Apostołów Piotra i Pawła w Chojnowie) là một nhà thờ giáo xứ Công giáo La Mã nằm ở Chojnów.
Đây là một tòa nhà theo phong cách kiến trúc Gô-tích thời trung cổ, người dân gọi là Nhà thờ lớn. Nhà thờ nằm ở trung tâm của Chojnów, tại mặt phía nam của Quảng trường Rynku. Kiến trúc của nhà thờ giáo xứ Chojnów chiếm một vị trí quan trọng trong phong cách Silesia, được xây dựng trong thế kỷ 14 với một số đặc điểm của kiến trúc Gô-tích của miền trung Ba Lan .
Việc xây dựng nhà thờ bằng gỗ ban đầu bắt đầu vào thế kỷ 14. Cho đến năm 1525, đây là ngôi đền Công giáo. Sau Thế chiến II và sự tái định cư của những người sống sót ở Dolny Śląsk, ngôi đền lại rơi vào tay nhà thờ Công giáo La Mã theo lời chấp nhận của St. Piotr và Paweł. Hiện tại, đây là ngôi đền chính của Giáo xứ Saint Apostles Peter và Paul tại Chojnów.

## Lịch sử
Nhà thờ được xây dựng vào thế kỷ 14. Bàn thờ chính có từ năm 1400 và chuông treo vào năm 1405. Nhà thờ có một dàn hợp xướng xây dựng vào năm 1413. Năm 1468, các hầm giữa trung tâm được xây dựng và nhà thờ có tám bàn thờ. Qua nhiều thế kỷ, ngôi đền được mở rộng hơn nữa. Từ năm 1469, đề cập đến nhà nguyện phía nam được thành lập bởi hội thợ may. Vào thế kỷ 16, một giáo đường đã được thêm vào và vương miện gác mái của tòa tháp đã được thực hiện. Năm 1651, một phần đáng kể của ngôi đền bị thiêu rụi, việc tái thiết kéo dài đến năm 1659 . Trước Thế chiến II, đây là một nhà thờ truyền giáo Đức Mary trinh nữ.
Hiện tại, nhà thờ đang được khôi phục từ bên trong. Hình và tranh, bàn thờ chính đã được phục hồi.